# Hagyd beszélni a Kutruczot!
A Hagyd beszélni a Kutruczot! című dokumentumfilmet Ember Judit 1985-ben forgatta, majd zár alá került. Így moziban csak 1989-ben vetítették, televízióban pedig 2002-ben, egy rövidített változatát mutatták be. A közel 200 perces beszélgetés alatt Kutrucz Gizella újságíró és pártmunkás mesél egy akkorra már több éve tartó kutatómunkájáról, mely az egykori háborús bűnös Bosnyák Zoltán története kapcsán tárja fel a háború utáni Magyarország visszás társadalmi és politikai mechanizmusait.

## Történet
Kutrucz Gizella kutatása 1971. december 17-én kezdődött, amikor Csillebércen kibérelt egy üdülőtelket. Ez a telek az akkor ismeretlen helyen tartózkodó Bosnyák Zoltán és neje, szül. Partin Ilona tulajdonában volt. A telket azzal a kikötéssel volt szabad bérelnie, hogy amennyiben a tulajdonosokat megtalálják, úgy azt 30 nap múlva a rendelkezésükre kell bocsátania. Kutrucz Gizella, tudva azt, hogy Bosnyák Zoltán ki volt, egyáltalán nem tartott attól, hogy ezt a telket bármikor is át kell majd adnia. Egészen 1980. május 10-ig, amikor hivatalos levelet kapott dr. Magyari Lajos vagyonkezelő gondnoktól, aki megvételre ajánlotta fel neki a nevezett bérleményt.
Kutrucz Gizella tudta, hogy Bosnyák Zoltán a 30-as 40-es évek Magyarországának egyik ismert antiszemita uszítója volt. A levél kapcsán maga kezdett el kutatni a telek tulajdonosa után, akiről sokáig azt gyanította, hogy a szélsőjobboldali múltja ellenére a Rákosi-rendszer úgy használta ki, hogy közben életben hagyta. A kádári közigazgatás hivatali apparátusa mély hallgatásba merült és az akkor 00-ás (államtitokként kezelt) eset kapcsán gyakorlatilag minden érdemi segítséget megtagadott tőle. Az egyébként pártaktív Kutrucz elkeseredetten szembesült az addig hűen szolgált rendszerrel és meghasonulva írta válaszlevelében az akkori Igazságügyi Minisztérium bírósági főosztályvezetőjének a következőket: “Hogyan lehetséges az, hogy a magyar kormány ratifikálta azt az ENSZ határozatot, amely leszögezi, hogy a háborús bűnök nem évülnek el, sajtónk szinte naponta publikálja a Nyugaton élő háborús bűnösök ügyeit, a legkisebb eseményt is nagy betűkkel közlik, Klaus Barbie-val hetekig tele voltak lapjaink és a TV is. Hogyan lehetséges, hogy Bosnyák Zoltánt, egy szocialista országban, más kategóriákkal mérik?”  A feltett kérdésére Kutrucz Gizella egyetlen szervtől sem kapott kielégítő választ.  Kutatása során számtalan fenyegetést kapott, majd ráállították az állambiztonság embereit is. 1987. december 14-én pártellenes magatartásáért és tevékenységéért kizárták a MSZMP-ből.

## Emlékező összegzés
Kutrucz Gizella nem volt zsidó származású, ellenben hű szolgálója volt a kommunista pártnak. Vajon mi volt a célja állhatatos kutatásának? Talán az igazságszolgáltatás? Vagy szeretett volna ő maga is egy sikeres náci nyomozás magyarországi főszereplője lenni, legalább úgy mint a Klarsfeld házaspár  Klaus Barbie kapcsán? Kutrucz Gizella Bosnyák Zoltán 1952. október 4-én történt, több forrásból megerősített kivégzésének tényét csak nehezen tudta elfogadni. Az eset kapcsán felmerülő hiányérzete azonban abból is fakadt, hogy a homályban maradt részletekre egy olyan rendszernek kellett volna saját magát leleplezve választ adnia, melyben Kutrucz Gizella egy életen át hitt. A filmet még 1985-ben, közvetlenül a forgatás után betiltották. A felvétel néhány illegális másolata kézen-közön vándorolt és csak egy nagyon szűk körhöz jutott el. Ember Judit egy 1996-ban adott interjúban így emlékezik: "[...]az elvtársak nézegették a filmeket. A "Hagyd beszélni a Kutruczot!"-nál például a főigazgató "jegyeket osztogatott". Olyan sok név volt ebben a filmben... Kiírták, hogy melyik felvonásban ki szerepel, és az elvtársak úgy nézték meg a filmet, hogy beültek a vetítőbe - természetesen külön-külön, véletlenül sem együtt mint megannyi Bástya elvtárs, a fogdmegek meg kint őrizték őket -, és csak azt a részt nézték meg, amelyik róluk szólt. Legfeljebb megkérdezték, hogy X.Y. elvtárs - a rivális elvtárs - szerepel-e a filmben, mert akkor még azt is megnézték. A gépészek persze kitoltak velük, mert a gépházból mások is megnézhették a filmet. Kicsit kényelmetlen volt, állva, összezsúfolva, a másikba belekönyökölve... Úgyhogy a gépészek azt is megüzenték, hogy az istenért, máskor rövidebb betiltott filmet csináljak[...]"

#### Filmbemutatók, érdekességek
Már nyilvánosan meghirdetve 1989. június 23-24-én és július 10-11-én levetítette a Kinizsi Μ. I. T. Moziklub.
„A film ellen indított pert a „telekmentő” ügyvédek egyike végül is megnyerte: az ítélet szerint több részletet ki kellene vágni belőle, ezért ma sem forgalmazható” mesélte Ember Judit 1993-ban.
2001-ben a Művész moziban tartott Dokumentumfilm-fesztiválon játszották − vetíthető celluloidkópia híján − VHS videókazettáról, a Rejtőzködő történelem című retrospektív vetítéssorozat programjában.
2002. április 13-án, még Ember Judit és Kutrucz Gizella életében, a Magyar Televízió (az M2-es csatorna szombat esti programjában) is bemutatta a riport 112 percre rövidített változatát. 2016-ban a Duna Televízió is műsorra tűzte két, másfél órás részben. A teljes interjú alkalmanként elérhető különböző videómegosztó csatornákon is.
Formai szempontból úgynevezett „beszélő fejes” film. Az ilyen filmek egyik legszélsőségesebbje ez a riport, mivel lényegében egyetlen beállításban vették fel. Az igazság feltárójának így jelenkori (1985) félelme sokkolóbbá válik, mint a náci és kommunista ideológia összefonódásának 1945–1953 közötti története.